# Copris anomiopseoides
Copris anomiopseoides là một loài bọ cánh cứng trong họ Bọ hung (Scarabaeidae).